# 제네시스 마그마
제네시스의 고성능 차량 브랜드 이름

## 상세
2024년 3월 26일 제네시스가 이전에 볼 수 없던 주행과 운전의 즐거움을 제공하는 것을 목표로 기존 차량의 품질과 성능을 향상 시킨 고성능 모델을 개발하는 '마그마 프로그램(Magma Program)'을 발표했다.
미국 뉴욕 맨해튼에 위치한 제네시스 하우스 뉴욕에서 GV60 마그마 콘셉트 공개와 함께, GV80 쿠페 콘셉트, G80 마그마 스페셜, 제네시스 X 그란 베를리네타 콘셉트(X Gran Berlinetta Concept)도 함께 전시했다. GV60 마그마 콘셉트는 제네시스 마그마 런칭 이후 양산될 고성능 콘셉트로 양산이 되면 고성능에 최적화된 배터리와 모터 등 차별화된 요소 등이 적용될 예정이다.

## 같이 보기
현대자동차그룹
제네시스
제네시스 마그마 레이싱